# Мюррей, Коннор
Коннор Мюррей (англ. Conor Murray; род. 20 апреля 1989 в Лимерике) — ирландский регбист, скрам-хав ирландского клуба «Манстер» (выступает в его составе в Про12 и Кубке Хейнекен). Выпускник Колледжа Сэйнт-Манчин (в его составе играл за Кубок школ Манстера).

## Клубная карьера
Мюррей дебютировал за «Манстер» в матче с «Коннахтом» в Кельтской Лиге 18 апреля 2010, выйдя на замену. Вышел с командой в финал Кубка Британии и Ирландии 2009/2010, в котором его команда 16 мая 2010 уступила «Корниш Пайретс». 16 ноября 2010 провёл в ранге игрока клуба поединок против Австралии, выйдя на замену вместо Данкана Уильямса. «Манстер» одержал историческую победу со счётом 15:6. В еврокубках Мюррей дебютировал в апреле 2011 года. 28 мая 2011 он играл в Гранд-Финале Кельтской лиги против «Лейнстера» и помог команде победить со счётом 19:9. В сезоне 2010/2011 он выиграл приз Джона Маккарти и стал лучшим молодым игроком. 12 ноября 2011 в рамках Кубка Хейнекен Мюррей дебютировал в поединке против «Нортгемптон Сэйнтс». В 4-м раунде Кубка Хейнекен 18 декабря 2011 в матче против «Скарлетс» он стал лучшим игроком.
По причине травмы, полученной на Кубке шести наций, Мюррей вернулся только 8 апреля 2012 в строй в четвертьфинале Кубка Хейнекен в поединке против «Ольстера». Первую попытку за «Манстер» он оформил в матче Про12 14 апреля 2012 против «Глазго Уорриорз». В ещё одном матче против «Ольстера» он завоевал приз лучшего игрока матча 5 мая 2012. В том же году в рамках Кубка Хейнекен 2012/2013 Мюррей стал виновником поражения в поединке против «Расинг Метро 92», заработав в конце матча пенальти в ворота своего клуба, который французы успешно реализовали и выиграли матч. Частично он реабилитировался 21 октября 2012 в матче против «Эдинбурга», оформив одну из четырёх попыток и принеся «сухую» победу 33:0 и бонусное очко. 13 января 2013 его же попытка принесла ещё одну победу над «Эдинбургом», а в последующей ответной встрече с «Расинг Метро 92» Мюррей снова набрал очки и принёс победу 29:6, обеспечившую выход в четвертьфинал Кубка Хейнекен. В четвертьфинале Мюррей помог выиграть клубу 18:12 у команды «Харлекуинс», а в полуфинале не смог помочь справиться с «Клермон Овернь».
В сезоне 2013/2014 Мюррей дебютировал 12 октября 2013 в первом матче кубка против «Эдинбурга», закончившегося победой шотландской команды 29:23. 19 октября сыграл против «Глостера» и принёс победу 26:10, а 8 декабря 2013 в матче с «Перпиньяном» был травмирован и вынужден был лечиться в течение шести недель. В декабре продлил контракт до июня 2016 года, к тренировкам вернулся 6 января 2014 (на две недели раньше, чем по плану). Первой игрой после травмы стала игра 11 января 2013 против «Глостера» (гостевая победа 20:7). 19 января 2014 в 6-м раунде он оформил попытку и принёс победу 38:6 над «Эдинбургом» и выход в четвертьфинал.

## Карьера в сборной

### Ирландия
В сборную Ирландии Коннор Мюррей попал в августе 2011 года накануне чемпионата мира. Дебютировал, выйдя на замену в матче против Франции 13 августа 2011; вторую встречу в своей карьере против Англии точно так же начал со скамейки запасных. Вошёл в состав сборной на чемпионате мира, играл против США, Австралии (его команда сенсационно выиграла 15:6) и Италии (начинал в основном составе, помог одержать победу 36:6). В четвертьфинале его команда уступила Уэльсу 22:10.
На Кубке шести наций 2012 года Мюррей также играл в основном составе и дебютировал 5 февраля в матче открытия против Уэльса (ирландцы проиграли 21:23). 4 марта 2012 он получил травму в игре против Франции и выбыл на 3-4 недели. 9 июня 2012 он вышел под номером 9 в первом тест-матче против Новой Зеландии, а через неделю в повторной встрече оформил первую попытку за сборную Ирландии. В третьем тест-матче ирландцы были разгромлены 60:0. Под тем же номером в Гиннес-серии 2012 года Мюррей играл против ЮАР 10 ноября, а также провёл неофициальные встречи против Фиджи и Аргентины.
В 2013 году Мюррей попал в состав на Кубок шести наций, дебютировав 2 февраля в поединке против Уэльса и принеся победу 30:22. Также он сыграл в матчах против Англии (6:12), Шотландии (8:12), Франции (13:13, стал лучшим игроком матча) и Италии (15:22). Осенью 2013 года он играл тест-матчи против Самоа, Австралии и Новой Зеландии, оформив попытку.
27 января 2014 Коннор был включён в состав на матчи Кубка шести наций, сыграв 2 февраля против Шотландии.

### Великобритания (Британские и ирландские львы)
В Британских и ирландских львах Мюррей играл в турне 2013 года против команд «Барбарианс», «Уэстерн Форс», сборной Нового Южного Уэльса и Куинсленда (первая попытка), «Брамбиз», «Мельбурн Ребелз» и сборной Австралии (победа над австралийцами обеспечила Львам победу в турне).

## Вне регби
До перехода в регби Мюррей играл в гэльский футбол за команды «Патриксуэлл» и сборную графства Лимерик, выступал в составе последней команды на Кубке Сарсфилда и проводил некоторые матчи за основной состав «Лимерика».